# كرمك قيصر
قرية كرمك قيصر (بالكردية: گەرمک قەیسەر)‏ هي إحدى قرى ناحية قورة تو في قضاء خانقين ضمن الحدود الإدارية لمحافظة السليمانية لأنها ضمن مناطق إدارة كرميان في إقليم كردستان العراق.